# Blodrostmossa
Blodrostmossa (Apomarsupella revoluta) är en bladmossart som först beskrevs av Christian Gottfried Daniel Nees von Esenbeck, och fick sitt nu gällande namn av Rudolf Mathias Schuster. Blodrostmossa ingår i släktet Apomarsupella och familjen Gymnomitriaceae. Enligt den svenska rödlistan är arten otillräckligt studerad i Sverige. Arten förekommer i Övre Norrland. Artens livsmiljö är fjäll. Inga underarter finns listade i Catalogue of Life.